# ディック・ショーン
ディック・ショーン（Dick Shawn,  1923年12月1日 - 1987年4月17日）は、アメリカ合衆国の俳優・コメディアンである。

## 来歴
1923年、ニューヨーク州バッファローに生まれる。1950年代中盤からテレビドラマなどへ出演して俳優としての活動をスタートさせる。同時に映画の分野でも活躍し始め、『バグダッドの魔術師』や『おかしなおかしなおかしな世界』、そしてメル・ブルックス監督の『プロデューサーズ』など数々のコメディ映画へ出演し、徐々に知名度を上げていった。俳優として活動する傍ら、スタンダップ・コメディアンとしても活躍し、アメリカのみならず、国外のナイトクラブなどへもステージに立った。やがて役者としての地位を確立させ、1970年代にはトークショーのゲストやテレビドラマなどでさらに活動を続け、その人気をアメリカ国内において不動のものとした。

### 私生活
1946年にRita Bachnerと結婚。二人の間には4人の子供がいる。1987年、カリフォルニア州のサンディエゴにあるカリフォルニア大学サンディエゴ校で講演を行っていたところ、心臓発作により死去。63歳だった。

## 出演作品

### 映画
- Max Liebman Presents: Kaleidoscope (1955) ※テレビ映画
- The Opposite Sex (1956)
- Wake Me When It's Over (1960)
- バグダッドの魔術師 The Wizard of Baghdad (1960)
- おかしなおかしなおかしな世界 It's a Mad, Mad, Mad, Mad World (1963)
- すべてをアナタに A Very Special Favor (1965)
- 地上最大の脱出作戦 What Did You Do in the War, Daddy? (1966)
- 月世界宙がえり Way... Way Out (1966)
- 美人泥棒 Penelope (1966)
- プロデューサーズ The Producers (1967)
- The Happy Ending (1969)
- Dames at Sea (1971)
- サンタのいないクリスマス The Year Without a Santa Claus (1974)
- Looking Up (1977)
- ドラキュラ都へ行く Love at First Bite (1979)
- Good-bye Cruel World (1983)
- Rock 'n' Roll Hotel (1983)
- ヤング・ウォリアーズ Young Warriors (1983)
- エンジェル Angel (1984)
- The Secret Diary of Sigmund Freud (1984)
- Water (1985)
- ビアー Beer (1985)
- The Check Is in the Mail... (1986)
- The Perils of P.K. (1986)
- 星に願いを Maid to Order (1987)
- ハリウッド行進曲/私をスタジオに連れてって Rented Lips (1988)

### テレビドラマ
- Max Liebman Spectaculars (1954 - 1955)
- ジェネラル・エレクトリック・シアター General Electric Theater (1961)
- チェックメイト Checkmate (1961)
- ジューン・アリスンと共に The DuPont Show with June Allyson (1961)
- 探偵マイケル Michael Shayne (1961)
- ABC Stage 67 (1967)
- Off to See the Wizard (1967)
- ザ・ルーシー・ショー The Lucy Show (1968)
- The Bold Ones: The New Doctors (1971)
- Love, American Style (1972, 1973)
- メディカル・センター Medical Center (1975)
- ラバーン&シャーリー Laverne & Shirley (1979)
- Mr & Mrs. ドラキュラ Mr. and Mrs. Dracula (1980)
- ファンタジー・アイランド Fantasy Island (1980)
- ラブ・ボート The Love Boat (1981, 1982)
- 私立探偵マグナム Magnum, P.I. (1983)
- スリーズ・カンパニー Three's Company (1983)
- レグメン Legmen (1984)
- 俺たち賞金稼ぎ!!フォール・ガイ The Fall Guy (1984)
- フロム・ザ・ダークサイド Tales from the Darkside (1985)
- フェアリーテール・シアター Faerie Tale Theatre (1985)
- トワイライト・ゾーン The Twilight Zone (1985)
- St. Elsewhere (1986)
- 世にも不思議なアメージング・ストーリー Amazing Stories (1986)